# لارس كارلسون (لاعب كرة يد)
لارس كارلسون (بالسويدية: Lars Karlsson)‏ هو لاعب كرة يد سويدي في مركز حارس مرمى ‏، ولد في 7 يناير 1948.

## وصلات خارجية
- لارس كارلسون (لاعب كرة يد) على موقع أوليمبيديا (الإنجليزية)
- لارس كارلسون (لاعب كرة يد) على موقع اللجنة الأولمبية السويدية (السويدية)